# 38442 Szilárd
38442 Szilárd è un asteroide della fascia principale. Scoperto nel 1999, presenta un'orbita caratterizzata da un semiasse maggiore pari a 2,9012187 UA e da un'eccentricità di 0,0777429, inclinata di 0,89557° rispetto all'eclittica.
L'asteroide è dedicato al fisico ungherese naturalizzato statunitense Leó Szilárd.